# Abdia (profeta)
Abdia, (in ebraico עֹבַדְיָה‎?, Ōḇaḏyā o עֹבַדְיָהוּ ʿŌḇaḏyāhū; in greco antico: Ἀβδίας? o Ὀβδιού; in latino Abdīas) (fl. VI secolo a.C.), è il quarto dei 12 profeti minori.

## Biografia

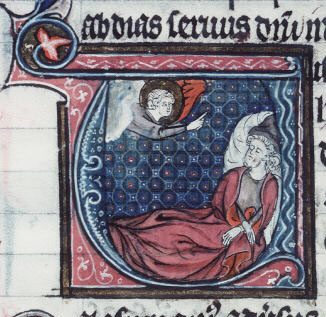
Dio appare in sogno ad Abdia. Miniatura dal Libro di Abdia (XIII secolo)
Bourges, Bibliotheque Municipale, ms. 0007, f. 155v.

Il suo nome significa "servo di Jahvé".
Abdia visse probabilmente dopo la conquista di Gerusalemme avvenuta intorno al 587-586 a.C.; è autore del Libro di Abdia, una visione profetica di appena 21 versetti, contenente una predizione della vendetta divina contro il popolo di Edom, sempre ostile al popolo d'Israele. L'epoca più probabile di questo scritto è probabilmente quella dell'esilio babilonese.

## Culto
Gli antichi Martirologi latini non facevano menzione di Abdia, che compare invece nel Martirologio Romano e nel Sinassario Costantinopolitano alla data del 19 novembre. La Chiesa cattolica lo venera come santo celebrandolo il 19 novembre.
Le molte raffigurazioni di Abdia, testimoniano la larga devozione che si è avuta, in passato, verso questo santo. "Profeta piccolo per il numero dei versetti, non delle idee", dice di lui san Girolamo.
Sul lato del campanile del duomo di Firenze una statua di Nanni di Bartolo rappresenta il profeta Abdia come un giovane robusto a capo scoperto, con un ricco mantello e tra le mani il libro che contiene la sua profezia lanciata contro gli abitanti dell'Idumea, gli Edomiti, un popolo nomade della Palestina meridionale.
(Martirologio Romano)